# Ronald Quinteros
Ronald Jonathan Quinteros Sánchez (Huancayo, Perú; 28 de junio de 1985) es un exfutbolista peruano. Jugó como mediocentro, actualmente es jefe de equipo de la Universidad César Vallejo de la Liga 1 de Perú. Es hermano menor del exfutbolista Henry Quinteros.

## Trayectoria
Inicia en las divisiones menores de Alianza Lima y se mantuvo hasta el 2005 donde mantuvo un corto paso por Deportivo Municipal, en el 2006 desciende con Unión Huaral, el año siguiente ficha por la Universidad San Martín de Porres en el cual logró campeonar tres veces (2007, 2008, 2010).

### Unión de Santa Fe
A mediados del 2011 tuvo un breve paso por el Unión de Santa Fe donde solo duró 6 meses y acusó al director Frank Darío Kudelka a las pocas oportunidades que se le dieron.
Tras esto volvió a la USMP en el 2012 mantuviendose hasta el 2013, donde ficha por Universidad César Vallejo y se mantuvo hasta el 2016 donde tras una mala campaña el club desciende luego firma por todo el 2017 por el Juan Aurich club que atravesaba un mal momento en Primera División y en la Copa Sudamericana, a finalizar su contrato y luega de que su club descienda vuelve a Universidad César Vallejo que milita en la Segunda División 2018.

## Clubes
| Club                      | País      | Año             |
| ------------------------- | --------- | --------------- |
| Alianza Lima              | Perú      | 2003 - 2004     |
| Deportivo Municipal       | Perú      | 2005            |
| Unión Huaral              | Perú      | 2006            |
| Universidad San Martín    | Perú      | 2007 - 2011     |
| Unión de Santa Fe         | Argentina | 2011            |
| Universidad San Martín    | Perú      | 2012            |
| Universidad César Vallejo | Perú      | 2013 - 2016     |
| Juan Aurich               | Perú      | 2017            |
| Universidad César Vallejo | Perú      | 2017 - Presente |

## Selección nacional
Ha sido internacional con la Selección de Perú en 3 ocasiones. Su debut se produjo el 6 de febrero de 2009, en un encuentro amistoso ante la selección de El Salvador que finalizó con marcador de 1-0 a favor de los centroamericanos.
| \| PJ \| Fecha \| Ciudad \| Oponente \| Resultado \| Competición \| Goles \| \| -- \| ---------- \| ----------- \| ----------- \| --------- \| ---------------------- \| ----- \| \| 1. \| 06-02-2009 \| Los Ángeles \| El Salvador \| 0–1 \| Amistoso \| 0 \| \| 2. \| 21-03-2012 \| Arica \| Chile \| 1–3 \| Copa del Pacífico 2012 \| 0 \| \| 3. \| 11-04-2012 \| Tacna \| Chile \| 0–3 \| Copa del Pacífico 2012 \| 0 \| |            |             |             |           |                        |       |
| PJ | Fecha      | Ciudad      | Oponente    | Resultado | Competición            | Goles |
| 1. | 06-02-2009 | Los Ángeles | El Salvador | 0–1       | Amistoso               | 0     |
| 2. | 21-03-2012 | Arica       | Chile       | 1–3       | Copa del Pacífico 2012 | 0     |
| 3. | 11-04-2012 | Tacna       | Chile       | 0–3       | Copa del Pacífico 2012 | 0     |

## Palmarés
| Título           | Club                      | País | Año  |
| ---------------- | ------------------------- | ---- | ---- |
| Primera División | Alianza Lima              | Perú | 2003 |
| Primera División | Alianza Lima              | Perú | 2004 |
| Primera División | Universidad San Martín    | Perú | 2007 |
| Primera División | Universidad San Martín    | Perú | 2008 |
| Primera División | Universidad San Martín    | Perú | 2010 |
| Segunda División | Universidad César Vallejo | Perú | 2018 |